# Primarias del Partido Republicano de 2008 en Arkansas
Las primarias republicanas de Arkansas, 2008 fueron el 5 de febrero de 2008, con 31 delegados nacionales.
Exgobernador de Arkansas Mike Huckabee fue proyectado como ganador de las primarias.

## Resultados
| Candidate      | Votos   | Porcentaje | Delegados |
| -------------- | ------- | ---------- | --------- |
| Mike Huckabee  | 138,557 | 60.46%     | 25        |
| John McCain    | 46,343  | 20.22%     | 0         |
| Mitt Romney    | 30,997  | 13.53%     | 0         |
| Ron Paul       | 10,983  | 4.79%      | 0         |
| Rudy Giuliani  | 658     | 0.29%      | 0         |
| Fred Thompson  | 628     | 0.27%      | 0         |
| Sin compromiso | 987     | 0.43%      | 0         |
| Total          | 229,153 | 100%       | 34*       |

* Incluye 31 delegados de las primarias del 5 de febrero, y 3 delegados no comprometidos del Comité Nacional Republicano.